# Bologne
Pour les articles homonymes, voir Bologne (homonymie) et Bologna (homonymie).
 (août 2025).
Si vous disposez d'ouvrages ou d'articles de référence ou si vous connaissez des sites web de qualité traitant du thème abordé ici, merci de compléter l'article en donnant les références utiles à sa vérifiabilité et en les liant à la section « Notes et références ».
Bologne (en italien : Bologna, prononcé [boˈlo.ɲɲa], en émilien : Bulåggna) est une ville italienne située dans le nord-est du pays, entre le Pô et les Apennins. C'est le chef-lieu de la région d'Émilie-Romagne (plaine du Pô) et de la province de même nom et l'une des principales villes d'Italie. Bologne compte environ 400 000 habitants (les Bolonais) et son aire urbaine regroupe 1 018 784 habitants.
Elle est considérée comme le siège de la plus ancienne université du monde occidental puisqu'elle a été fondée en 1088. Plus de 900 ans après sa fondation, l'université est encore aujourd'hui le cœur de la ville puisque ses 100 000 étudiants constituent un quart de sa population. Ce rayonnement culturel et son université lui ont valu le surnom de la Dotta (la savante). Bologne est également la ville des Portici (ensemble d'arcades classé au patrimoine mondial de l’Unesco) : plus de 38 km de galeries dans le seul centre historique. On les trouve[style à revoir] dans presque toutes les rues du centre et leur origine est en partie due à la forte expansion que Bologne eut au Moyen Âge.
La ville possède également d'autres surnoms comme la Rossa (la rouge), en référence à la couleur de la plupart de ses édifices (construits majoritairement en brique, laissée apparente ou enduite) et aussi pour son âme politique de gauche communiste, et la Grassa (la grasse), c'est-à-dire la riche, elle est par ailleurs restée une cité active et laborieuse aux XIXe et XXe siècles,.
La sauce bolognaise (ragù alla bolognese en italien) est une recette de la région. Chaque année au printemps, Bologne accueille un salon du livre de jeunesse de renommée internationale, la Foire du livre de jeunesse de Bologne (La Fiera del Libro per Ragazzi).

## Géographie

### Situation
Bologne est située en Émilie dans une zone de plaines et de collines, entre la vallée du Reno et celle du Savena, à l'extrême sud de la plaine du Pô et au nord des Apennins.

### Climat
Le climat de Bologne est de type subtropical humide avec des hivers modérément froids et des étés moites, comme dans le reste de la plaine du Pô.
| Mois                | Jan | Fev | Mar | Avr | Mai | Jun | Jul | Aou | Sep | Oct | Nov | Dec | Moy |
| ------------------- | --- | --- | --- | --- | --- | --- | --- | --- | --- | --- | --- | --- | --- |
| Moyenne minimale °C | 0   | 2   | 6   | 9   | 14  | 18  | 20  | 20  | 17  | 12  | 3   | 2   | 10  |
| Moyenne maximale °C | 6   | 9   | 14  | 18  | 23  | 27  | 30  | 30  | 25  | 19  | 12  | 7   | 18  |
| Précipitations (mm) | 34  | 44  | 54  | 74  | 58  | 57  | 41  | 53  | 68  | 72  | 68  | 49  | 56  |

### Quartiers

Quartiers de Bologne.

La commune se divise en neuf circonscriptions administratives qui portent le nom de quartiers : Borgo Panigale, San Donato, San Vitale, Sàvena, Navile, Porto, Saragozza, Santo Stefano, Reno.

## Histoire

### Débuts
Bologne est fondée par les Étrusques sous le nom de Felsina en 534 av. J.-C. dans une zone habitée de longue date par le peuple de Villanova, un peuple de fermiers et de bergers. La ville étrusque a grandi autour d'un sanctuaire construit sur une colline entourée d'une nécropole. Au IVe siècle av. J.-C., elle fut conquise par les Boïens, qui lui donnèrent le nom (d'origine celtique) de Bononia. Conquise par les Romains en 191 av. J.-C., la cité devint une colonie (3 000 familles romaines s'y installèrent sous la conduite des consuls Lucius Valerius Flaccus, Marcus Atilius Seranus et Lucius Valerius Tappo). La construction de la Via Aemilia en 187 av. J.-C. fit de Bologne un carrefour routier, relié à Arezzo par la Via Flaminia mineure et à Aquilée par le Via Aemilia Altinate.
En 88 av. J.-C., la ville devint un municipium. Elle est constituée de rues rectilignes et orthogonales avec six cardines et huit decumani, qui font encore la structure de la ville aujourd'hui. La ville compta près de 10 000 habitants sous l'Empire romain, ainsi que de nombreux temples, thermes, théâtres et une arène. Pour Pomponius Mela, Bononia figurait parmi les cinq opulentissimae (plus riches) cités d'Italie. Ravagée par un incendie, elle fut reconstruite par Néron.
Après un long déclin, Bologne renaît au Ve siècle sous l'impulsion de l'évêque Petronius, qui a construit la basilique Santo Stefano de Bologne. Après la chute de l'empire romain, Bologne a été transformée en forteresse sur les frontières de l'exarchat de Ravenne dans la plaine du Pô. La ville était protégée par une enceinte qui ne protégeait néanmoins pas les ruines de l'ancienne ville antique romaine. En 728, la ville fut conquise par Liutprand, roi des Lombards, et annexée au royaume des Lombards.

### Âge d'or

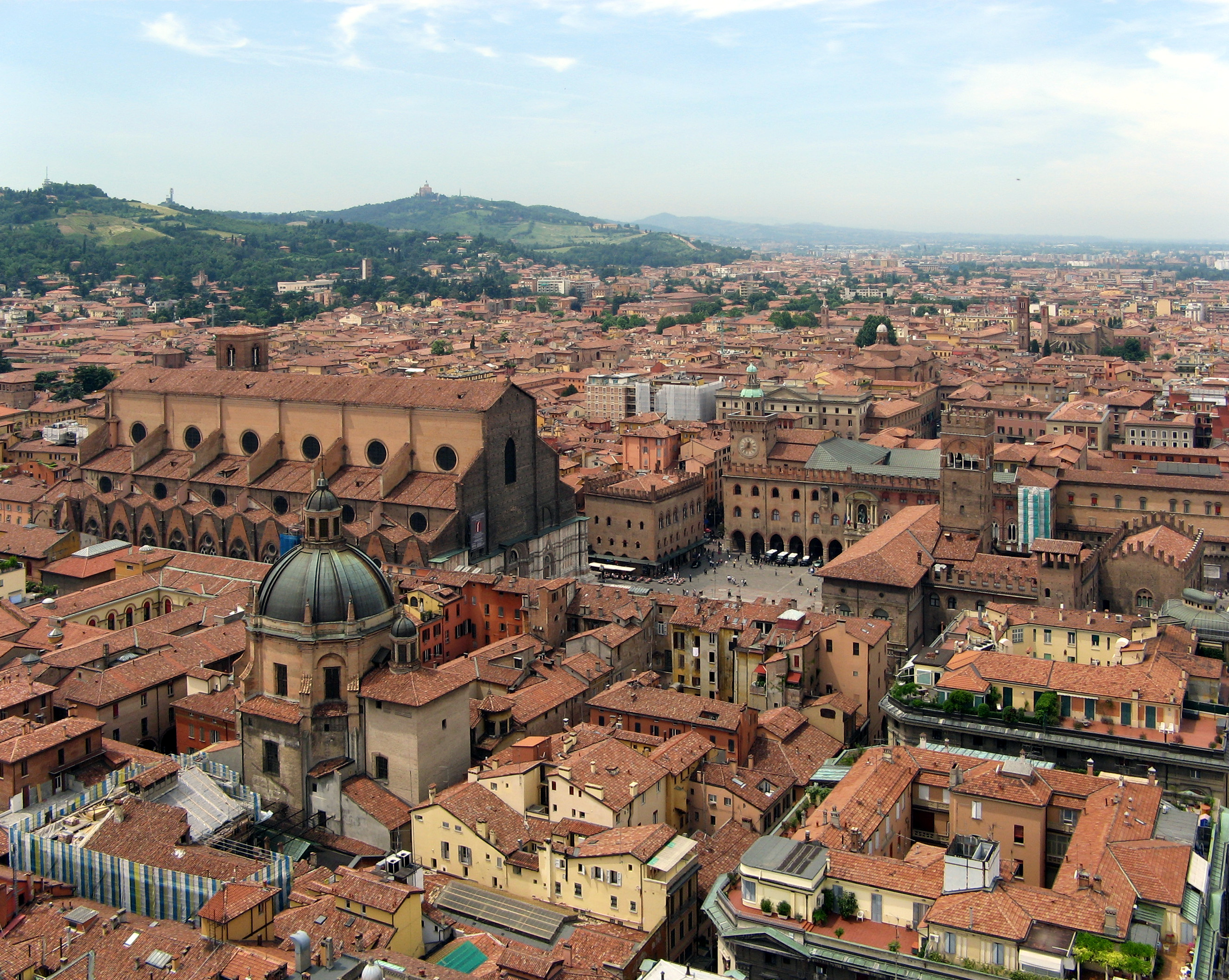
Basilique San Petronio et Piazza Maggiore.

Au XIe siècle, Bologne connaît une nouvelle période de croissance et elle devient une Commune puis rejoint la Ligue lombarde en 1164 pour lutter contre Frédéric Barberousse. En 1088, l'université de Bologne est créée ; elle est aujourd'hui la plus vieille université d'Europe. Des personnages illustres ont fréquenté cette université au Moyen Âge comme Irnerius, Dante, Boccace et Pétrarque. Au XIIe siècle, le développement de la ville nécessite l'extension de son enceinte, suivie d'une nouvelle extension au XIVe siècle.
En 1256, Bologne promulgue la legge del Paradiso (la « loi du paradis »), qui a supprimé le servage féodal et libéré les esclaves grâce à l'argent de la ville. Au même moment, le centre de la ville se couvre d'édifices publics, d'églises, d'abbayes et d'une centaine de tours, construites par les riches et influentes familles de la ville pour montrer leur puissance. Cette croissance et cette richesse amènent la ville à figurer en 1294 parmi les dix villes les plus peuplées d'Europe. Comme la plupart des communes italiennes de l'époque, Bologne est déchirée par les luttes internes, qui conduisirent à l'expulsion des Gibelins en 1274. Après avoir été écrasée lors de la bataille de Zappolino par Modène en 1325, Bologne commence à régresser et demande la protection du pape au début du XIVe siècle.
Après des années heureuses sous l'autorité de Taddeo Pepoli (1337-1347), Bologne tombe aux mains des Visconti, mais revient dans l'orbite papale avec le cardinal Gil de Albornoz en 1360. Les années suivantes voient une alternance entre des gouvernements républicains (comme en 1377, lequel a fait construire la basilique San Petronio et la Loggia dei Mercanti) et une domination papale ou des Visconti. Pendant ce temps-là, les familles de la ville s'engagent dans des combats fratricides pour son contrôle. Au milieu du XVe siècle, la famille Bentivoglio conquiert le pouvoir avec Sante (1445-1462) et Giovanni II (1462-1506). Cette période est l'une des plus florissantes de la ville, avec la présence de célèbres architectes et peintres dans ses murs, qui transforment Bologne en une véritable ville italienne de la Renaissance.
Le règne de Giovanni II finit en 1506 après que les troupes papales de Jules II eurent assiégé et pillé la ville. De cette date, et ce jusqu'au XVIIIe siècle, Bologne fera partie des États pontificaux, et elle sera dirigée par un cardinal legato, et un Sénat qui élit tous les deux mois un gonfalonnier (juge), secondé par huit consuls plus âgés. La prospérité de la ville continue de croître, bien qu'une peste à la fin du XVIe siècle fait chuter la population de 72 000 à 59 000 habitants.
Dans le domaine de la peinture, annonçant l'École bolonaise, on trouve[style à revoir] alors des artistes comme Amico Aspertini, dont l'imaginaire fut nourri par l'œuvre humaniste, teintée d'ésotérisme, d'Ercole de’ Roberti qui a stimulé son goût pour la magie, le masque, le tragique et le grotesque. Les artistes bolonais bénéficièrent aussi de la puissance expressive de la peinture allemande qui s'est répandue dans la plaine émilienne grâce au gravures et aux voyages à Venise où la mode était aux Ecoles du Nord.
Durant les XVe et XVIe siècles, la ville de Bologne est également connue pour un style d'escrime connu sous le nom d'escrime bolonaise, avec des maîtres d'armes tels que Antonio Manciolino, Achille Marozzo, Giovanni dall'Agocchie, pour n'en citer que quelques-uns. Ce style a grandement contribué à la réputation de l'Italie dans ce domaine et a directement, ou indirectement, une grande influence sur l'histoire de l'escrime européenne. La prospérité de la ville se traduit également par la construction de nombreux édifices, comme en 1564 avec la Piazza Nettuno et le Palazzo dei Banchi. La domination papale voit la construction de beaucoup d'églises et d'autres établissements religieux, et la rénovation des plus anciens. Avec 96 couvents, Bologne détient le record pour l'Italie. Les artistes travaillant à cette époque dans la ville fondèrent l'École bolonaise, parmi lesquels figurent Annibale Carracci, Domenichino, Guercino et d'autres de renommée européenne, regroupés dans l'académie bolonaise des Incamminati des frères Carracci.
Sous Napoléon, Bologne devient la capitale de la République cispadane. Après la chute de Napoléon, Bologne retombe sous la coupe papale, se rebellant en 1831 sous l'impulsion d'un mouvement libéral réprimé par les Autrichiens, ces derniers la bombardent en 1848 lors de nouveaux troubles.

### Bologne italienne

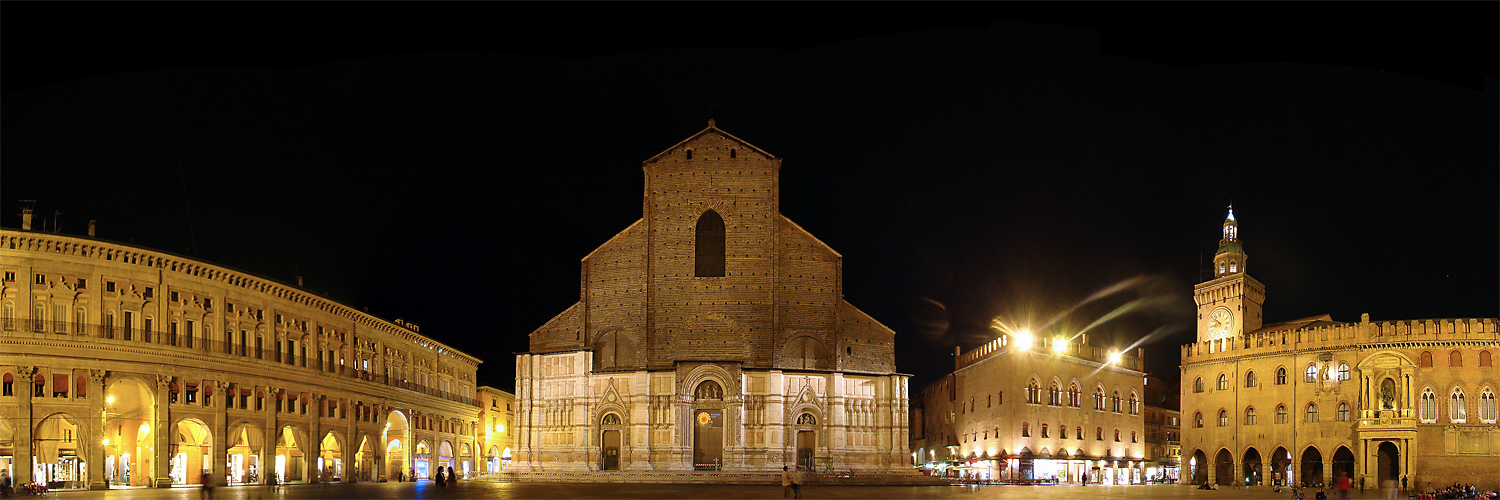
Piazza Maggiore : (de gauche à droite) le Palazzo dei Banchi, la Basilique San Petronio, le Palazzo dei Notai, le Palazzo d'Accursio.

Après la visite du pape Pie IX de 1857, la ville vote son annexion au royaume de Sardaigne le 12 juin 1859, participant ainsi au Risorgimento. Depuis, l'histoire de Bologne se confond avec celle de l'Italie. En novembre 1920, les chemises noires fascistes attaquent la foule lors de l'investiture du nouveau maire de la ville, le cheminot socialiste Ennio Gnudi, tuant onze personnes et provoquant la destitution du nouveau maire après seulement une heure de mandat (le gouvernement impose un dirigeant non élu à sa place).
La ville de Bologne est bombardée à plusieurs reprises pendant la Seconde Guerre mondiale. L'importance de la ville comme centre urbain qui relie le nord au centre de l'Italie, ainsi que son importance stratégique en tant que plaque tournante ferroviaire, en fait l'une des principales cibles des forces alliées. Le 16 juillet 1943, une série de bombardements eut des conséquences dévastatrices pour une grande partie de la ville et de la population. Elle détruisit plusieurs quartiers historiques de la ville et la gare principale. En tout, 44 % de l'infrastructure de la ville fut détruite ou gravement endommagée. Le 25 septembre 1943, Bologne est une nouvelle fois la cible de bombardements avec un bilan de 936 personnes tuées et des milliers de blessés. Dans la matinée du 21 avril 1945, le premier corps armé à entrer dans la ville fut le 87e régiment d'infanterie du Groupe de combat « Frioul », dirigé par le général Arturo Scattini (it). Les combats pour chasser les Allemands de la 65e division d'infanterie commandée par le général Hellmuth Pfeifer sont principalement conduits par des soldats du 2e Corps polonais de la VIIIe Armée britannique, appuyés par la 34e division du 2e corps de la 5e Armée américaine. La libération de la ville sera effective le 22 avril par la capitulation de la 65e division allemande.
Pendant les années de plomb, la ville, bastion du Parti communiste italien, fut le théâtre de nombreux mouvements contestataires, notamment étudiants en 1977, ainsi que des actions de groupes néofascistes. L'attentat de la gare de Bologne (connu en Italie comme la strage di Bologna) est une des plus importantes actions terroristes qui ont touché l'Italie, faisant 85 morts et blessant plus de 200 personnes le 2 août 1980, à 10 h 25. Des membres d'un groupe d'extrême droite furent condamnés pour l'attentat.
En 1995, le Conseil de l'Europe décerne à Bologne son prix de l'Europe. Bologne est aujourd'hui[Quand ?] un important centre culturel mais aussi un nœud commercial, industriel et de communications. Au début du XXe siècle, les vieux murs ont été détruits afin de construire un boulevard et de nouvelles habitations.
Dans son livre Les Souterrains de Bologne (trad. L. Lombard, édition Métaillé), Loriano Macchiavelli commence ainsi son histoire (chapitre 1er) : « Ceux qui s'y connaissent affirment que toute histoire doit prendre le lecteur aux tripes dès le début. Pour ce qui est des histoires situées à Bologne, pas besoin d'un gros effort d'imagination car Bologne est – et a toujours été – un lieu de mystère idéal. La ville est faite pour. Architecturalement je veux dire. »

## Culture

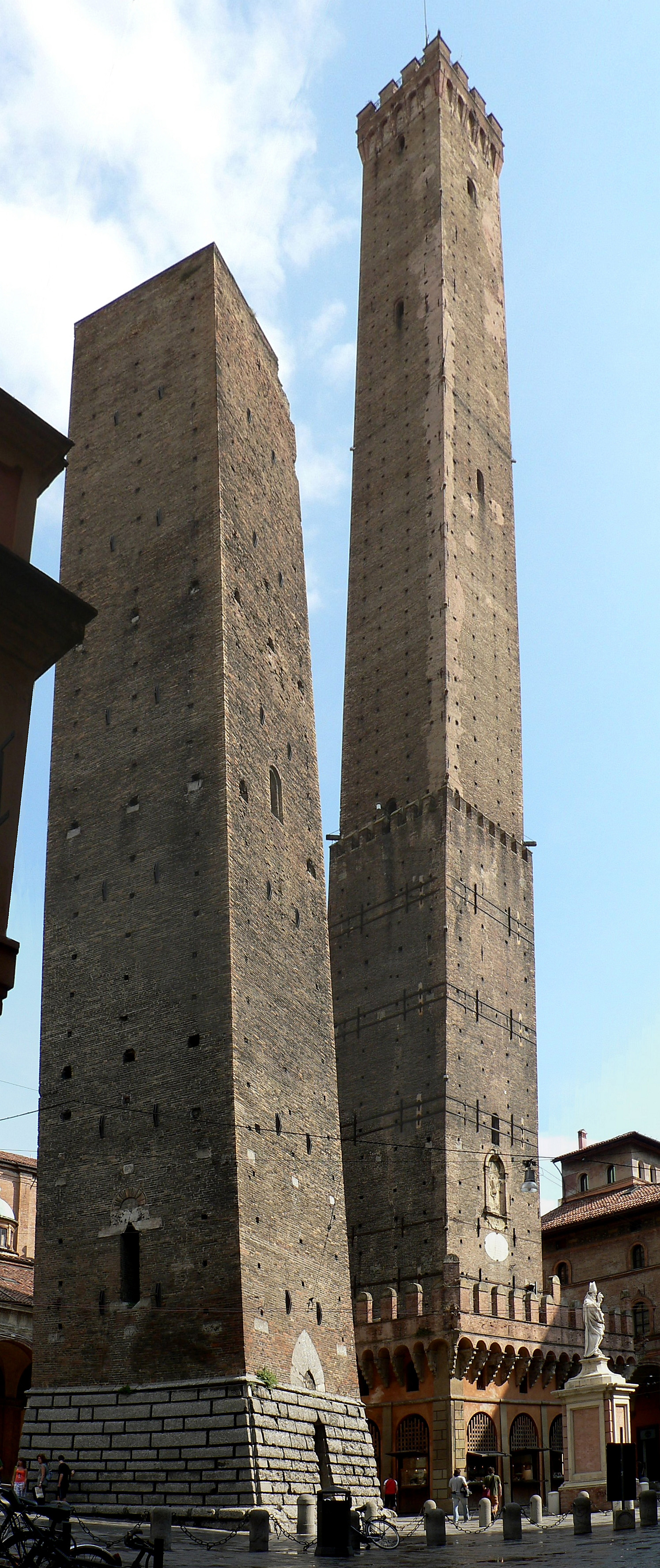
Tours de Bologne.

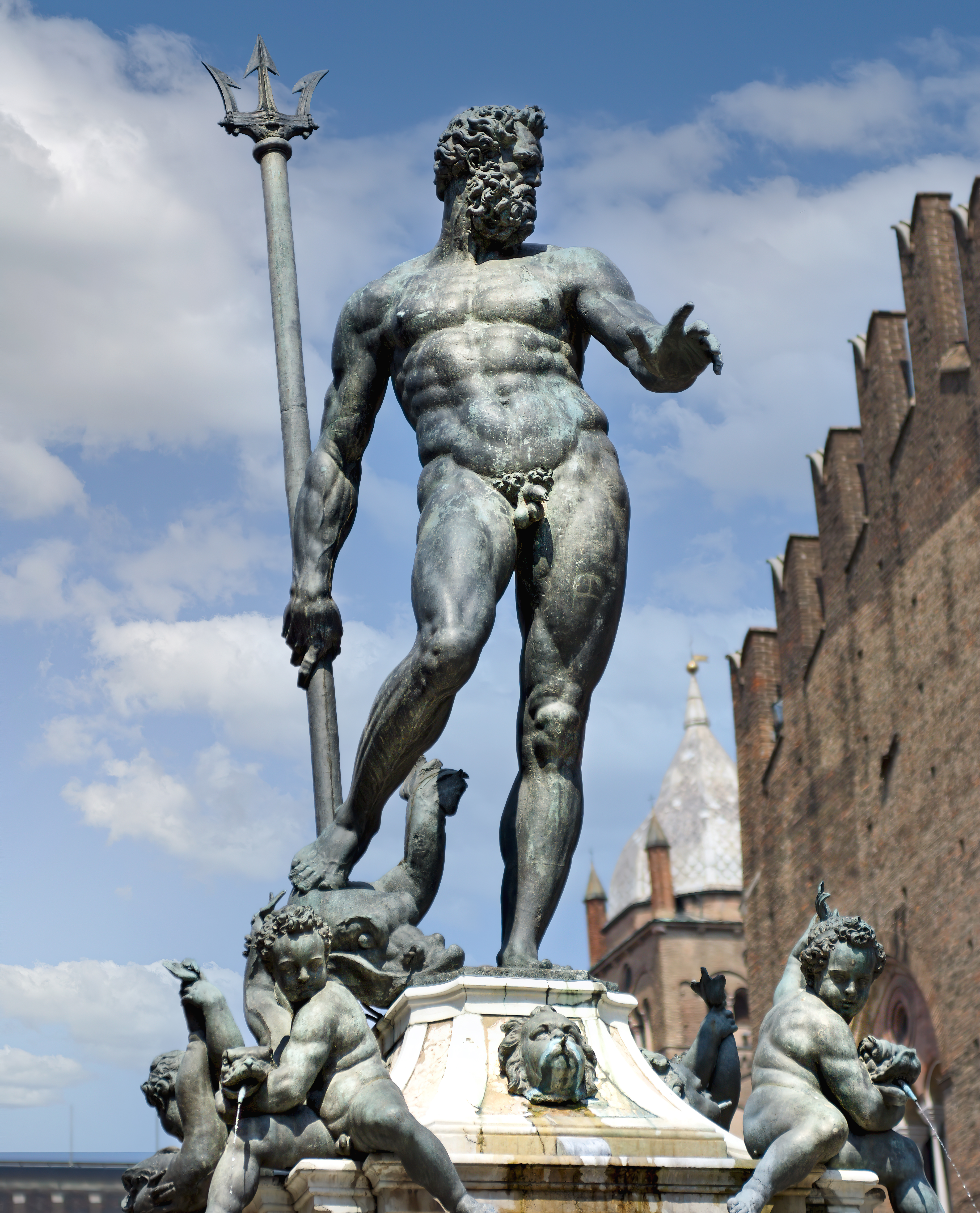
Fontaine de Neptune.

Bologne est caractérisée par trois éléments : La Dotta, (« La Savante », qui fait référence à son université célèbre), La Grassa, (« La Grasse », faisant référence à sa richesse et à sa cuisine) et La Rossa (« La Rouge », en référence aux toits rouges de la ville ainsi qu'à son histoire politique liée au communisme).
La ville abrite la principale cinémathèque italienne et une des plus importantes d'Europe et annuellement, depuis 1986, s'y déroule le festival du film Il cinema ritrovato. Elle accueille également la Foire du livre de jeunesse depuis 1963, et dispose de nombreuses bibliothèques dont les principales sont la Bibliothèque de l’Archiginnasio, Salaborsa dans le Palazzo d'Accursio, et la bibliothèque universitaire. Elle accueille également des bibliothèques thématiques, comme la bibliothèque de la Musique et la Bibliothèque italienne des femmes.

### Musées
- Musée international et bibliothèque de la musique
- Pinacothèque nationale
- Musée d'Art moderne de Bologne (it) (MAMbo)

### CérémonieIl vecchione
Le bûcher du vecchione est une tradition toujours en vigueur au sein de la ville de Bologne qui consiste à mettre au bûcher un grand pantin qui a l'apparence d'une vieille personne (le vecchione) qui se déroule à minuit le 31 décembre pour célébrer le nouvel an. Cette cérémonie se déroule à la Place Maggiore, où le public se retrouve pour être ensemble et assister au spectacle musical et pyrotechnique. Pendant les années bissextiles, il est traditionnel de brûler un pantin qui a une ressemblance féminine (la vieille dame). Le pantin représente l'année passée. Il est brûlé pour conjurer le mauvais sort, par superstition, comme pour se défaire de sa laideur et dans l'espoir que la suite soit meilleure.
En 2010, Marco Dugo, designer de 35 ans, a gagné une compétition proposée par la Commune de Bologne et a décidé de représenter le vecchione sous l'apparence d'une monumentale grenouille (la rana) d'une hauteur de 12 mètres. La figure de la grenouille est en lien avec l'histoire de Bologne : il existe d'abord un proverbe italien avere della rana qui signifie être fauché, une image de la grenouille est aussi dessinée au siège social de la Caisse d'Épargne de Bologne représentant la pauvreté, ensuite « La Rana » était le titre d'un journal satirique qui était imprimé durant les années austères de 1865 à 1912. En 2010, le bûcher de la vieille personne a ainsi été renommé le bûcher de la grenouille. L'année précédente, Ericailcane avait représenté le vecchione sous les traits d'un énorme lapin.
En 2013, le vecchione était un arrosoir d'une hauteur de 12 mètres troué réalisé par le duo artistique To/Let. Selon les artistes, il symbolise le fait de prendre soin de quelqu'un ou de quelque chose, il sert à nourrir. Mais comme l'arrosoir est troué dans leur réalisation, la sève vitale se gaspille à l'extérieur. Elle est symbolisée par de l'eau bleue qui sort des trous. Avec l'acte cathartique de brûler l'arrosoir, les artistes souhaitaient exhorter à dépasser le problème.

## Monuments et patrimoine
Bologne est restée l'une des villes médiévales les mieux préservées d'Europe, possédant une grande valeur historique. En dépit des dommages considérables lors de bombardements en 1944, le centre historique de Bologne, l'un des plus grands d'Europe, recèle de richesses aussi bien médiévales, de la Renaissance, que baroques.
- La Piazza Maggiore est la principale place de la ville dont la forme actuelle date du XVe siècle. Cette place contient les principaux bâtiments médiévaux de la Ville. En effet, le Palazzo d’Accursio, la basilique San Petronio, le Palais des Notaires, le Palazzo del Podestà et le Palazzo dei Banchi donnent sur cette place. La place est adjacente à une autre place remarquable de la ville, la Piazza Nettuno.
- Le Palazzo d'Accursio, aussi appelé Palazzo Comunale, est la mairie de Bologne, même si le siège principal de la municipalité est situé Piazza Liber Paradisus. À l'origine, résidence d'Accursius, il devint vite le siège du pouvoir bolonais. Le palais qui vit le couronnement de Charles Quint, possède de nombreuses fresques retraçant l'histoire de la ville.
- La basilique San Petronio de Bologne est la plus grande église de la ville, et la cinquième au monde. La Basilique dont la construction a commencé en 1390, est située sur la Piazza Maggiore et elle est une des principales curiosités de la ville, grâce notamment à sa façade inachevée.
- Le Palazzo dei Banchi est un palais, datant des XVe et XVIe siècles situé sur la Piazza Maggiore. C'est de là que part le célèbre portique : le Pavaglione.
- Le Palais des Notaires (Palazzo dei Notai) est un palais érigé par la société des Notaires en 1381. L'une des façades a été refaite en 1437, et le bâtiment rénové dans son ensemble au début du XXe siècle.
- La Fontaine de Neptune (La Fontana del Nettuno) est une monumentale sculpture de bronze posée sur un socle. Réalisée par le sculpteur Jean de Boulogne (Douai 1529 - Florence 1608) par la volonté de Charles Borromée entre 1563 et 1567, la statue trône sur la Piazza Nettuno devant le Palazzo Re Enzo.
- Le Palazzo Re Enzo fut construit en 1245, et servit de prison au roi Enzio de Sardaigne jusqu’à sa mort en 1272. Il est situé à côté du Palais du Podestat.
- Le Palazzo Bentivoglio Pepoli est une prestigieuse demeure de campagne datant des XVe et XVIe siècles, située de nos jours[Quand ?] à proximité immédiate du centre urbain. Il est édifié à la fin du XVe siècle par Alessandro Bentivoglio. Avec Alessandro Pepoli, au XVIIIe siècle, la villa est réaménagée par le célèbre architecte néoclassique Angelo Venturoli et devient un foyer de vie mondaine et culturelle très prisé.
- Le Palais Magnani et ses fresques de l'Histoire de la fondation de Rome par l'académie bolonaise des Incamminati des frères Carrache.
- Le Palais dell'Archiginnasio, son théâtre anatomique (transformé en bibliothèque par Napoléon) et l'église de Santa Maria dei Bulgari.
- Le Palazzo Poggi siège de l'Université et de l'ancien Institut des Sciences.
- La basilique Santo Stefano.
- La basilique Santa Maria dei Servi.
- L'église du Très-Saint-Sauveur (XVIIe siècle, baroque tardif) qui recèle entre autres des œuvres de Simone dei Crocifissi, Vitale da Bologna, Innocenzo da Imola et le tombeau du Guerchin.
- Le Sanctuaire de la Madonna di San Luca, situé au sud-ouest de la ville à laquelle il est relié par un long chemin couvert, le portico di San Luca.
- La synagogue.
- Neuf des douze portes originales subsistent des anciens remparts (Cerchia del Mille) de Bologne : la Porta Maggiore (ou Mazzini), la Porta Castiglione, la Porte San Felice, la Porta delle Lame, la Porta Galliera, la Porta Mascarella, la Porta San Donato, la Porte Saragozza et la Porta San Vitale.
- L'Arco del Meloncello, portique du XVIIIe siècle situé à l'extérieur des anciens murs de la ville, au-delà de la Porte Saragozza.
- Outre ses monuments, Bologne se distingue par ses 40 kilomètres d'arcades qui parsèment la ville.

## Économie
Économiquement, Bologne est une ville très prospère. Elle est la capitale d'une région riche et dynamique, grâce entre autres, à l'innovation, la recherche et son pôle étudiant. Elle possède une importante activité industrielle (30 % des emplois en 1998) avec notamment des groupes prestigieux comme Ducati, Lamborghini et Malaguti dans le secteur automobile et La Perla, Mandarina Duck, Stone Island et Borbonese dans la mode. La ville possède également un des plus grands parcs d’exposition d’Europe. Bologne est aussi un important centre culturel et touristique grâce à son histoire et ses superbes monuments.
Les travaux publics sont surveillés et commentés par les umarell, retraités désœuvrés qui passent ainsi le temps.

## Transports

### Transports en commun
Elle comporte un réseau de trolleybus et un très vaste réseau de bus. En avril 2020, Bologne signe un accord pour la construction de quatre lignes de tramway supplémentaires.

### Transports routiers
Bologne est au cœur du réseau autoroutier du nord de l’Italie (A1, A13, A14). En ville, la circulation automobile était à ce point problématique que la municipalité l'a interdite dans la majeure partie du centre historique entre sept heures du matin et huit heures du soir, du dimanche au vendredi. Pour encourager les autres modes de transport, un système d'autopartage et de location de vélos a été mis à disposition des habitants, et des parkings de délestage avec accès aux transports en commun ont été aménagés en périphérie.
En 2022, Bologne était la troisième ville la plus mortelle parmi 14 villes italienne. De ca fait, Bologne a entrepris en 2019 un projet Bologna Città 30 (en anglais Bologna City 30) ; ce plan vise à diminuer l'accidentalité, la pollution atmosphérique et acoustique, transférer 255 000 transports quotidiens du transports automobile vers le transport soutenable, et partager les rues. Ceci permet au projet de la ville de se qualifier en finaliste en 2024 pour l'Excellence in Road Safety Awards.

### Transports ferroviaires
Bologne est sur le tracé de la plus importante ligne de chemin de fer italienne et est desservie grâce à la Gare de Bologne-Centrale. La ville est ainsi située à 56 min de Milan et 1 h 50 de Rome grâce aux trains circulant sur le réseau à grande vitesse italien.
La ville dispose d'un réseau de train de banlieue : le service ferroviaire suburbain de Bologne.
La gare est le théâtre d'un attentat sanglant lorsque le 2 août 1980, à 10 h 25, une bombe posée dans la salle d'attente explose. Cette explosion tue 85 personnes et en blesse plus de 200. Des membres d'un groupe d'extrême droite, le grand-maître de la loge maçonnique Propaganda Due, et deux officiers des services secrets militaires italiens furent condamnés pour l'attentat.

### Transports aériens
L'aéroport Guglielmo Marconi (code AITA : BLQ), situé à 6 km de la ville, propose des vols nationaux et internationaux. Il est relié à la gare centrale de Bologne par une ligne monorail le Marconi Express inaugurée en 2020.

## Université
- Le Sistema museale di ateneo : pôle muséal qui regroupe le patrimoine scientifique de l’Alma Mater Studiorum.
- La bibliothèque universitaire.

En 1996, Bologne est la ville italienne avec le plus grand pourcentage de diplômés (environ 7,3 %).

## Évêché
- Diocèse de Bologne
- Cathédrale de Bologne

## Personnalités
- Stefano Accorsi, acteur

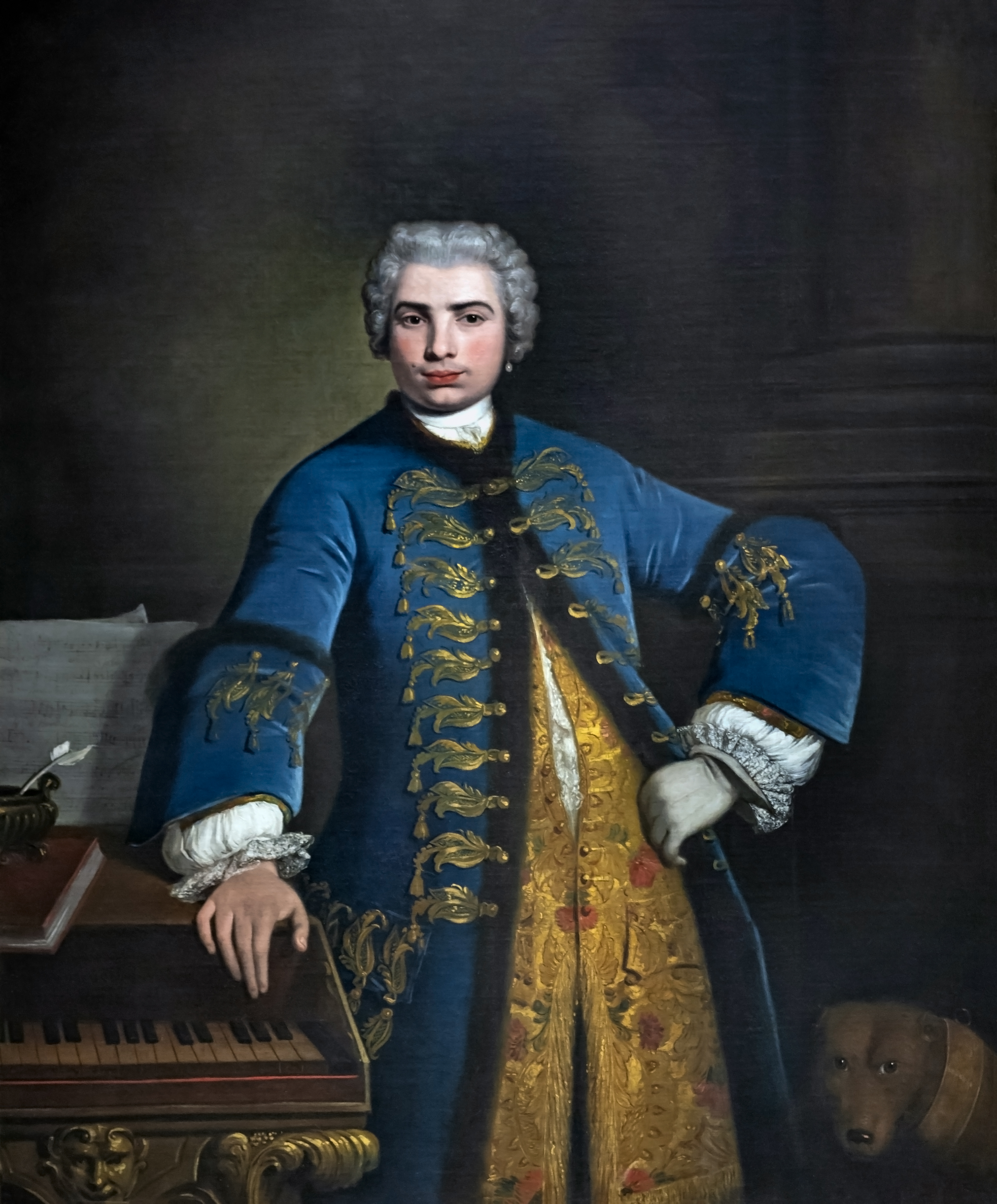
Farinelli.

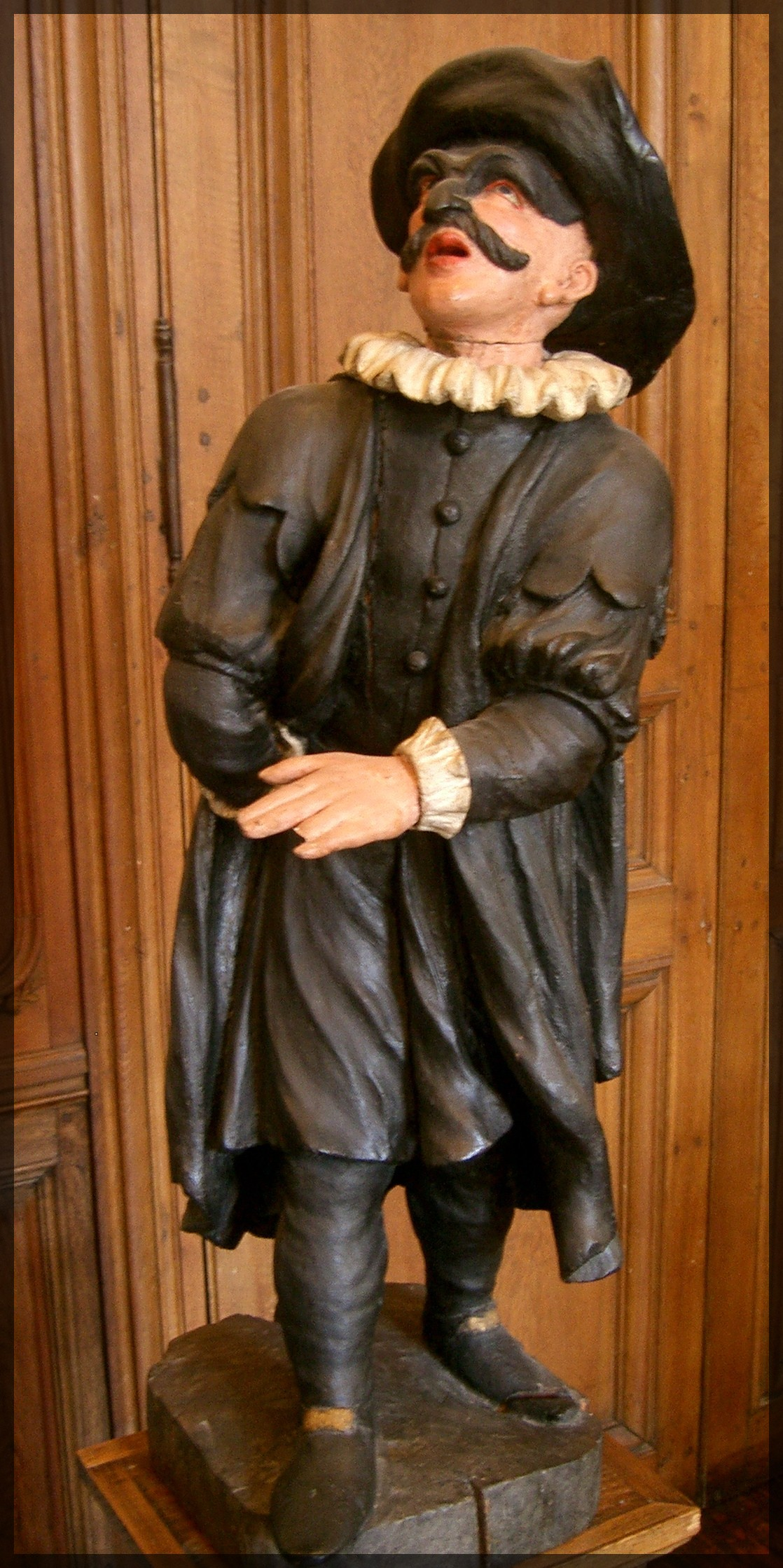
Docteur Balanzone.

- Accursius, professeur et jurisconsulte florentin
- Ulisse Aldrovandi, naturaliste, botaniste et médecin
- Marco Apicella, pilote automobile
- Filippo Argelati, savant
- Amico Aspertini, peintre
- Pupi Avati, réalisateur
- Docteur Balanzone, personnage de la Commedia dell'arte
- Adriano Banchieri, compositeur
- Giorgio Bassani, écrivain et poète
- Laura Bassi, mathématicienne et physicienne
- Ettore Bastico, général, maréchal d'Italie
- Stefano Benni, écrivain
- Benoît XIV, pape
- Emilia Boldrini, soprane du XIXe siècle
- Rossano Brazzi, acteur
- Ginevra Cantofoli, peintre
- Luca Carboni, chanteur, auteur, compositeur
- Raffaella Carrà, chanteuse et actrice
- Agostino Carracci, peintre
- Annibale Carracci, peintre
- Lodovico Carracci, peintre
- Chiara Caselli, actrice
- Pier Ferdinando Casini, homme politique
- Gino Cervi, acteur
- Pierluigi Collina, arbitre de football
- Lucio Dalla, auteur-compositeur-interprète
- Umberto Eco, écrivain et professeur
- Farinelli, chanteur lyrique
- Scipione del Ferro, mathématicien
- Gianfranco Fini, homme politique
- Veronica Fontana, graveuse
- Domenico Gabrielli, compositeur-violoncelliste
- Luigi Galvani, physicien
- Giacomo Maria Giovannini, graveur et peintre
- Bettisia Gozzadini, professeure de droit
- Serena Grandi, actrice
- Grégoire XIII, pape
- Francesco Guccini, auteur-compositeur-interprète
- Il Guercino, Le Guerchin), peintre
- Inoki, Fabiano Ballarin, rappeur
- Jean Jacobs, orfèvre d'origine bruxelloise, fondateur du collège Jean Jacobs
- Ferdinando Antonio Lazzari, frère franciscain, organiste et compositeur
- Grégoire XV, pape
- Marcello Malpighi, physiologiste et botaniste
- Guglielmo Marconi, inventeur et prix Nobel de physique
- Francesco Maruca, homme politique antifasciste
- Enzo Masetti, compositeur
- Ennio Mattarelli (1928-), champion olympique de tir
- Giuseppe Mezzofanti, cardinal et hyperpolyglotte
- Gianni Morandi, chanteur
- Giorgio Morandi, peintre
- Gianluca Pagliuca, footballeur
- Pier Paolo Pasolini, écrivain, poète, réalisateur
- Giacomo Antonio Perti, compositeur
- Alessandro Pirzio Biroli, escrimeur, général italien de la Seconde Guerre mondiale
- Pietro Pomponazzi, philosophe
- Romano Prodi, homme politique et professeur
- Bruno Pulga, peintre
- Marcantonio Raimondi orfèvre et graveur
- Ruggero Raimondi, chanteur lyrique
- Roberto Regazzi, luthier
- Giorgio Rosa, ingenieur
- Guido Reni, peintre
- Ottorino Respighi, compositeur
- Properzia de' Rossi, sculptrice
- Helga Schneider, auteure germano-italienne
- Elisabetta Sirani, peintre
- Luigi Ferdinando Tagliavini, musicologue, organiste, compositeur
- Alberto Tomba, skieur
- Giuseppe Torelli, compositeur
- Christian Vieri footballeur italien
- Caterina dei Vigri, sainte
- Alex Zanardi, pilote automobile et coureur cycliste handisport
- Valerio Zurlini, réalisateur et scénariste de cinéma
- Senhit, chanteuse représentant Saint-Marin aux Concours Eurovision de la chanson 2011 et 2021

## Sports
Bien que le football soit le sport roi en Italie, Bologne se caractérise par son basket. En effet la ville est surnommée « Basket City » (« la ville du basket »), et elle doit cela à ses deux clubs de basket-ball : le Virtus Bologne et le Fortitudo Bologne. Ces deux équipes sont parmi les meilleures italiennes mais aussi européennes avec des victoires en Coupe d'Europe. La ville possède néanmoins un club de football, Bologne FC 1909, mais celui-ci, aujourd'hui, ne joue pas les premiers rôles. Il évolue actuellement[Quand ?] en Serie A.
- Bologne FC 1909 (football)
- Virtus Bologne (basket-ball)
- Fortitudo Bologne (basket-ball)
- Fortitudo Baseball (baseball)
- Zinella Bologne (volley-ball)

## Administration
| Période                                  | Période  | Identité              | Étiquette | Qualité      |
| ---------------------------------------- | -------- | --------------------- | --------- | ------------ |
| 1999                                     | 2004     | Giorgio Guazzaloca    | CdL       |              |
| 2004                                     | 2009     | Sergio Cofferati      | DS        | syndicaliste |
| 2009                                     | 2010     | Flavio Delbono        | PD        | professeur   |
| 2010                                     | 2011     | Annamaria Cancellieri | -         | préfet       |
| 2011                                     | 2021     | Virginio Merola       | PD        |              |
| 2021                                     | En cours | Matteo Lepore         | PD        |              |
| Les données manquantes sont à compléter. |          |                       |           |              |

### Communes limitrophes
Elles comprennent : Anzola dell'Emilia, Calderara di Reno, Casalecchio di Reno, Castel Maggiore, Castenaso, Granarolo dell'Emilia, Pianoro, San Lazzaro di Savena, Sasso Marconi, Zola Predosa.

### Évolution démographique
Habitants recensés

### Communautés étrangères
Selon les données de l’Institut national de statistique (ISTAT) au 1er janvier 2011, la population étrangère résidente était de 48 466 personnes.
Les principales nationalités étaient :
| Rang | Pays        | Population |
| ---- | ----------- | ---------- |
| 1    | Roumanie    | 6 256      |
| 2    | Philippines | 4 679      |
| 3    | Bangladesh  | 4 436      |
| 4    | Moldavie    | 3 674      |
| 5    | Maroc       | 3 475      |
| 6    | Ukraine     | 2 979      |
| 7    | Chine       | 2 654      |
| 8    | Albanie     | 2 499      |
| 9    | Pakistan    | 2 313      |
| 10   | Sri Lanka   | 1 373      |

## Galerie

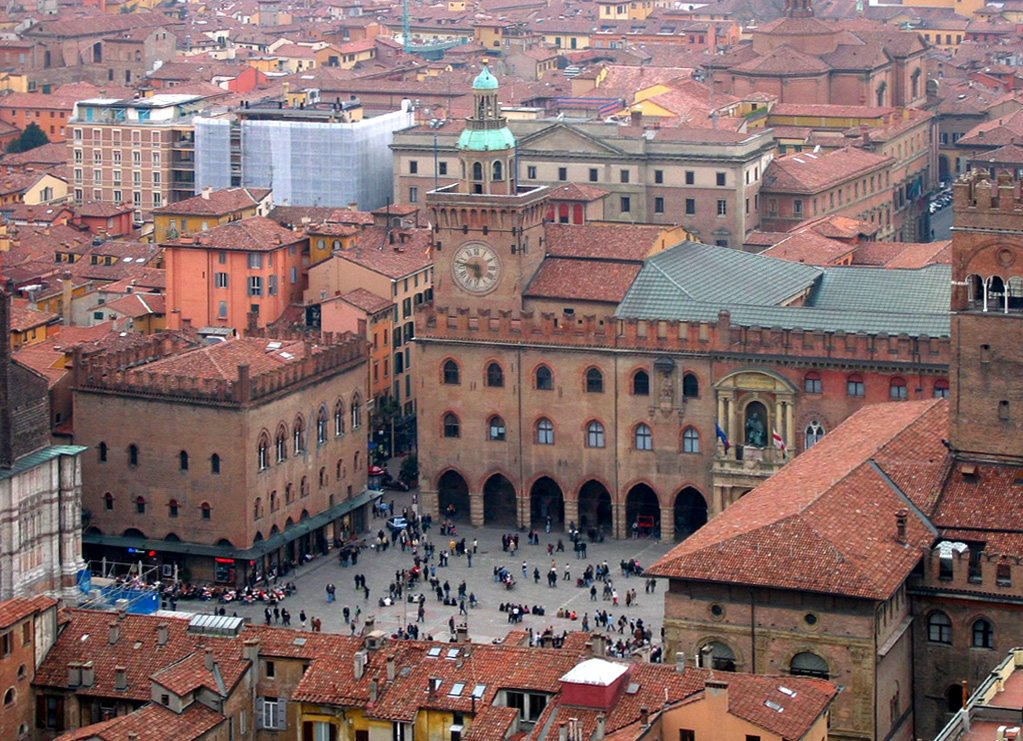
Piazza maggiore.
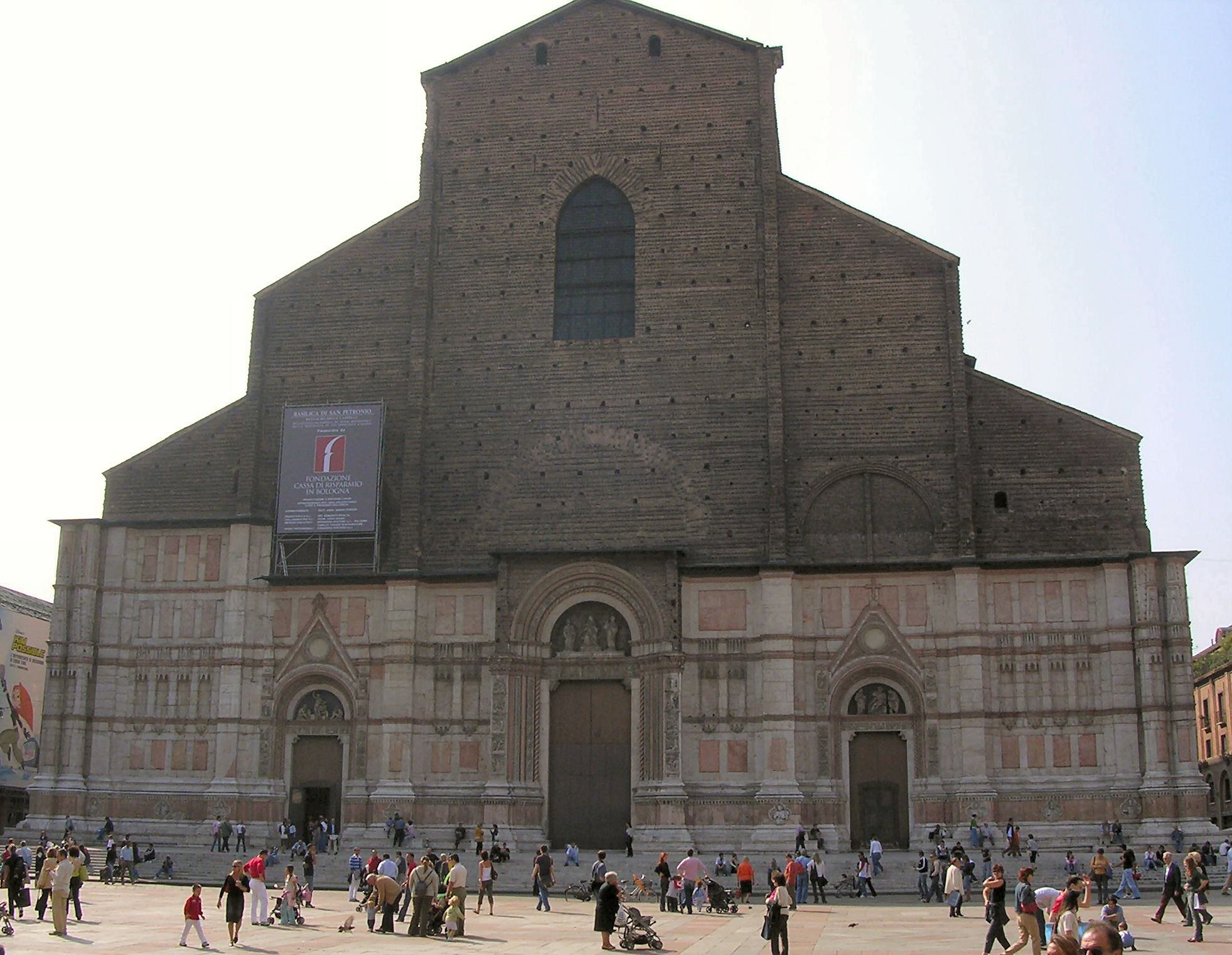
Basilique mineure Saint Petronius.
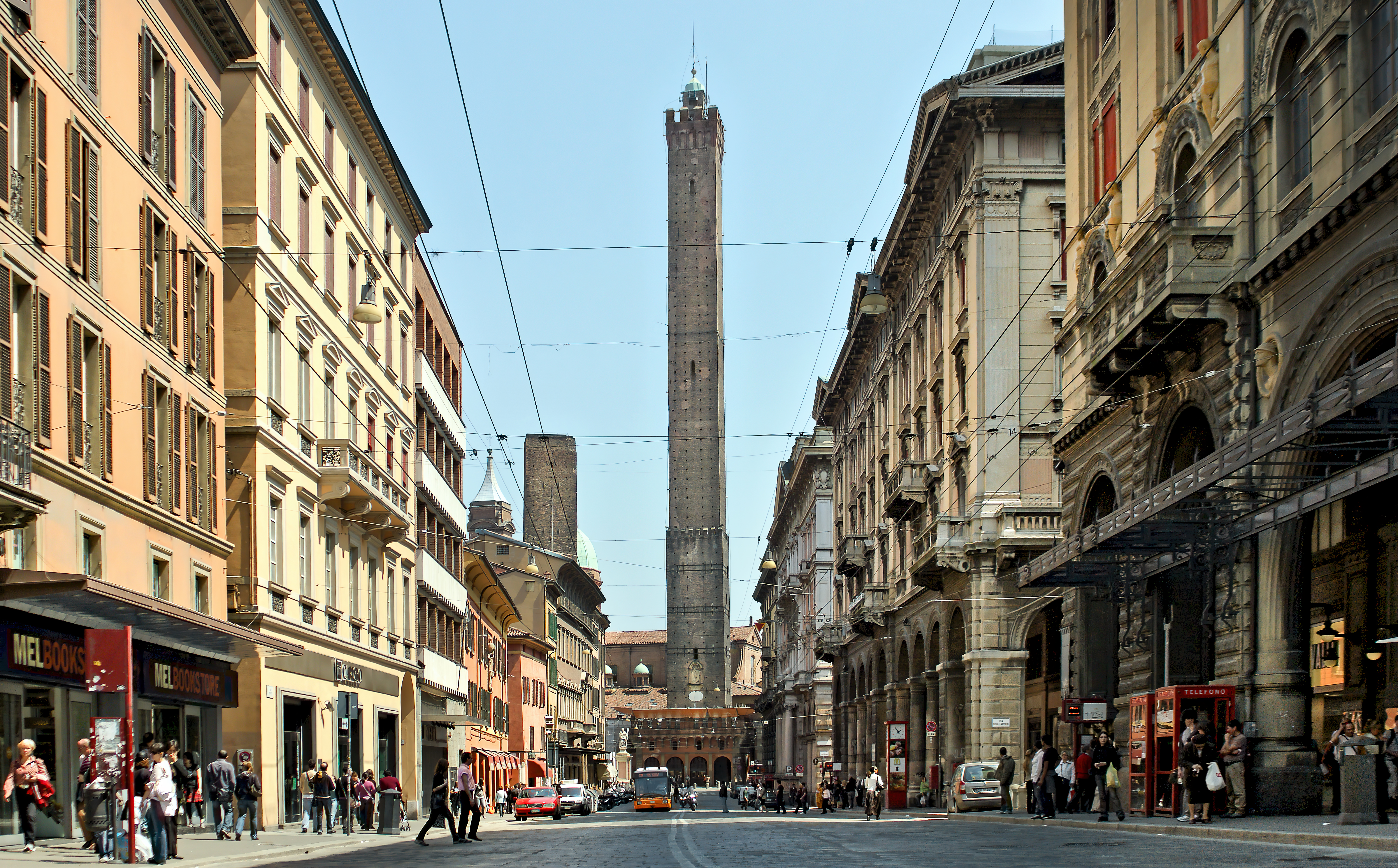
Tour Asinelli et Garisenda